# Grand-Prix-Saison 1923

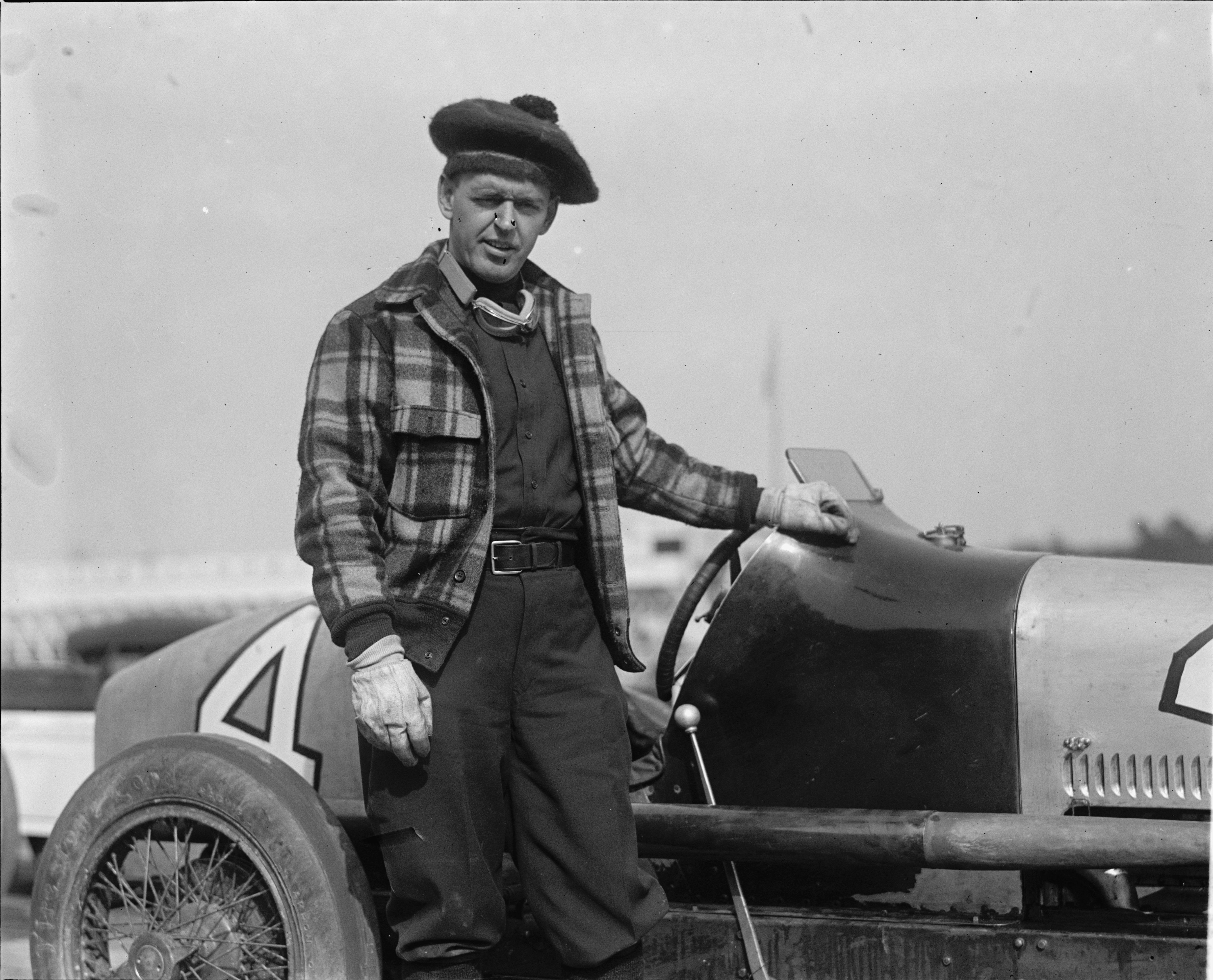
Sieger in Indianapolis: Tommy Milton.

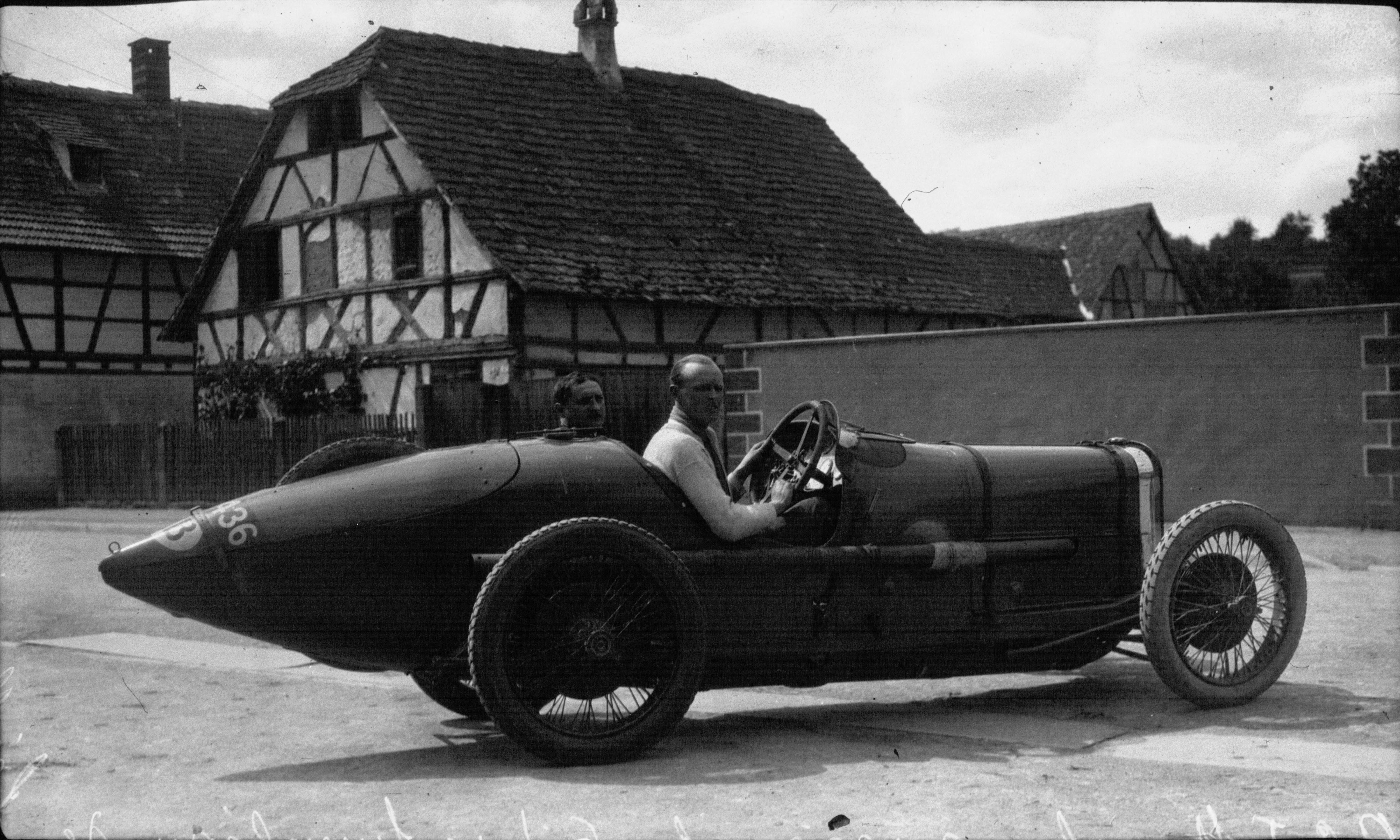
Erster in Frankreich: Henry Segrave, hier beim Frankreich-Grand-Prix 1922.

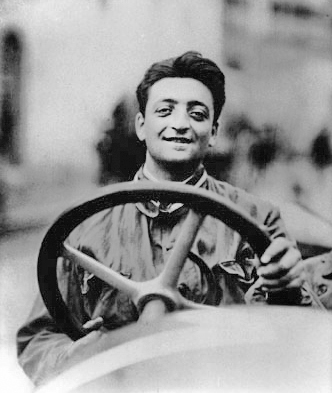
Enzo Ferrari gewann das Rennen in Ravenna.

Die drei Hauptrennen der Grand-Prix-Saison 1923 waren das 500-Meilen-Rennen von Indianapolis in den USA, der Große Preis von Frankreich, offiziell Grand Prix de l’ACF, auf dem Circuit de Tours in Tours sowie der Große Preis von Italien auf dem Autodromo di Monza nördlich von Mailand.
Daneben wurden – zumeist in Italien – weitere Rennen veranstaltet, darunter insbesondere die Targa Florio auf Sizilien und, die Coppa Montenero in Livorno. Auch die beiden Rennen in Spanien, die Großen Preis von San Sebastián und Spanien waren international bedeutsame Veranstaltungen.

## Saisonbeschreibung
Mit der Etablierung des seit 1921 alljährlich ausgetragenen Großen Preises von Italien war der französische Automobilclub ACF nun nicht länger alleiniger Ausrichter von Grand-Prix-Rennen. Der internationale Automobilverband AIACR hatte diesem Umstand schon im Dezember 1922 Rechnung getragen und mit der Commission Sportive Internationale (CSI) eine Institution gegründet, die nun Reglementsfragen, wie die Verabschiedung der internationalen Grand-Prix-Rennformel (Formule Internationale) oder der Festlegung des Rennkalenders länderübergreifend regelte. Eine der ersten Entscheidungen der CSI war dabei die Einführung eines Großen Preises von Europa. Unter diesem Titel sollte künftig turnusgemäß eines der Grand-Prix-Rennen zum Saisonhöhepunkt bestimmt werden, wobei die Idee dahinter – ganz dem damaligen Zeitgeist entsprechend – eine Art Europa- bzw. sogar Weltmeisterschaft war. Dabei blieb die Ausrichtung internationaler Grand-Prix-Rennen natürlich weiterhin nur den großen „Automobilnationen“ vorbehalten, die über eine namhafte Automobilindustrie verfügten. Zum ersten Großen Preis von Europa wurde für 1923 der III. Gran Premio d’Italia bestimmt. Gleichzeitig traf die CSI noch die Entscheidung, die geltende Formule Internationale – Hubraumbegrenzung auf 2 Liter, Mindestgewicht der Wagen 650 kg und Mindestdistanz der Rennen von 800 km – bis einschließlich 1925 zu verlängern und somit zum ersten Mal eine Grand-Prix-Formel länger als nur eine Saison beizubehalten. Hierdurch wollte man den Automobilfirmen insofern weiter entgegenkommen, dass diese ihre mittlerweile mit enormem finanziellen und technologischen Aufwand entwickelten Grand-Prix-Modelle nicht jedes Jahr wieder durch neue Konstruktionen ersetzen mussten.
Dennoch ging das technische Wettrüsten auch 1923 ungebremst weiter und insbesondere auf dem Gebiet der Aerodynamik und der Chassisbauweise wartete ein Teil der Hersteller mit extrem kreativen und unkonventionellen Lösungen auf. Als entscheidender Erfolgsfaktor erwies sich jedoch die Einführung der Kompressoraufladung bei Fiat zur Leistungssteigerung der Motoren. Vor allem im Flugmotorenbau war diese Technologie während des Kriegs stark aufgekommen, um das Erreichen größerer Höhen mit dünner Luft zu ermöglichen, und wurde nun wie bei anderen Entwicklungen auch auf den Rennwagenbau übertragen. Bereits im Vorjahr war Mercedes mit zwei mit Kompressormotoren bestückten Wagen bei der Targa Florio angetreten, auch wenn dann am Ende der Sieg doch wieder von einem Wagen mit Saugmotor errungen wurde. Den ersten Erfolg eines Rennwagens mit Kompressor erzielte dagegen Fiat im Juni 1923 beim Voiturette-Rennen in Brescia und auch der aufgeladene Achtzylindermotor im neuen Grand-Prix-Modell Fiat 805-405 erreichte auf diese Weise Leistungswerte von 130 PS, was einen Vorsprung von etwa 30 PS auf die nicht-aufgeladene Konkurrenz bedeutete. Allerdings verwendet das italienische Werk anfangs noch „Vane“-Lader, was sich beim ersten Einsatz anlässlich des französischen Grand Prix als Fehlentscheidung herausstellte, weil auf der noch nicht durchgehend befestigten Rennstrecke bei Tours zu viel Staub in die nicht geschützten Lufteinlässe angesaugt wurde und daraufhin alle drei Wagen des Teams mit Motorschaden ausfielen. Der Sieg in diesem Rennen fiel mit dem Sunbeam von Henry Segrave – im Wesentlichen eine Kopie des Vorjahresmodells Fiat 804, die von den bei Fiat abgeworbenen Ingenieuren Vincenzo Bertarione und Walter Becchia konstruiert worden war – noch einmal und für über zwei Jahrzehnte zum letzten Mal bei einem Grand-Prix-Rennen an einen Wagen mit Saugmotor. Gleichzeitig war dies auch der erste und bis 1955 einzige Sieg eines britischen Fahrers auf einem in Großbritannien gebauten Grand-Prix- bzw. Formel-1-Rennwagen.
Ganz enttäuschend war dagegen das Abschneiden der französischen Wagen in diesem Rennen. Weder Bugattis „Tank“ mit extrem kurzem Radstand und stromlinienförmiger Ponton-Karosserie aus Aluminium, von der auch die Räder abgedeckt wurden, noch Voisins Modell „Laboratoire“, bei dessen ebenfalls stromlinienförmiger Holzkarosserie zum ersten Mal im Grand-Prix-Sport die Monocoque-Bauweise angewendet wurde, erweisen sich aufgrund mangelhafter Straßenlage bzw. auch fehlender Motorleistung als konkurrenzfähig. Auch der einzige einsatzbereite Delage Type 2 LCV, der von Charles Planchon unter Mitwirkung von Albert Lory entwickelte erste Grand-Prix-Rennwagen mit V12-Motor, der aufgrund seiner Komplexität als ein Meisterwerk der Technik angesehen wurde und sogar beinahe an die Leistungswerte der Kompressormotoren von Fiat herankam, war noch nicht ausgereift und hatte mit Überhitzungsproblemen zu kämpfen, bevor er mit technischem Defekt endgültig ausfiel.
Nach dem Totalausfall beim Rennen in Tours rüstete das Team um Fiat-Chefkonstrukteur Giulio Cesare Cappa die Motoren umgehend auf weniger anfällige Roots-Kompressoren um, mit denen Carlo Salamano und Felice Nazzaro, der zum Rennen als Ersatz für den im Training tödlich verunglückten Enrico Giaccone reaktiviert worden war, schließlich beim Heimrennen um den ersten Großen Preis von Europa in Monza einen Doppelsieg einfuhren. Hier hätte mit Alfa Romeo eigentlich ein weiterer Rennstall mit Kompressor-Rennwagen antreten wollen, doch zog das Team nach dem ebenfalls tödlich verlaufenen Trainingsunfall von Ugo Sivocci auch die beiden anderen Sechszylinder-P1 vom Rennen zurück. Gar nicht erst zum Großen Preis von Italien angereist waren dagegen die Teams von Sunbeam – das nach dem Überraschungssieg im französischen Grand Prix praktisch nur noch verlieren konnte – sowie Bugatti, wo man angesichts des enttäuschenden Abschneidens seiner Rennwagen ebenfalls einer weiteren sicheren Niederlage aus dem Weg ging. Dagegen war hier mit Miller zum ersten Mal seit 1921 wieder ein Team aus Übersee am Start. Die Teilnahme war möglich geworden, weil zwischenzeitlich auch für Indianapolis die Zwei-Liter-Formel eingeführt worden war. Allerdings war dort im Gegensatz zu den europäischen Grand-Prix-Rennen – wo die Anwesenheit eines Mechanikers im Auto weiterhin vom Reglement gefordert wurde – der Übergang zum Monoposto bereits vollzogen worden, so dass die auch für eine völlig andere Streckencharakteristik konzipierten und auch noch nicht mit Kompressoraufladung ausgerüsteten amerikanischen Rennwagen gegenüber den Fiat konstruktiv im Nachteil waren. Ebenfalls aufgrund mangelnder Motorleistung chancenlos waren schließlich auch noch die Wagen der hier zum ersten Mal seit 1908 wieder auf die Grand-Prix-Bühne zurückgekehrten deutschen Firma Benz. Dabei hatte der von Hans Nibel konstruierte „Tropfenwagen“ eigentlich viele spätere Trends im Rennwagenbau, wie Mittelmotor, strömungsgünstig geformter Karosserie mit Seitenkühler-Anordnung, innenliegenden Bremsen und Einzelradaufhängung an den Hinterrädern um Jahrzehnte vorweggenommen.
Die Saison ging schließlich mit einem weiteren Grand-Prix-Rennen auf dem neu gebauten Hochgeschwindigkeits-Ovalkurs Sitges-Terramar in Spanien zu Ende. In Abwesenheit von Fiat und angesichts eines ansonsten schwachen Teilnehmerfelds vorwiegend einheimischer Rennfahrer kam Sunbeam hier mit Albert Divo nach einem packenden Rennen gegen Louis Zborowski auf einem für diese Art Streckenführung hervorragend geeigneten Miller zu einem weiteren Erfolg. Allerdings wurde das aufgrund starken Regens von 300 auf 200 Runden verkürzte Rennen durch einen Skandal überschattet, als die Eintrittsgelder der Zuschauer aufgrund unbezahlter Rechnungen für den Bau der Rennstrecke gepfändet wurden und daher den Teilnehmern kein Startgeld ausgezahlt werden konnte. Aus diesem Grund wurde die Strecke fortan von der Veranstaltung internationaler Rennen vollends ausgeschlossen, zumal sich viele Fahrer auch über eine fehlerhafte Auslegung der Steilkurven beschwert hatten.

## Rennkalender

### Grandes Épreuves
|   | Datum  | Rennen                                             | Strecke                     | Sieger                  | Statistik |
| - | ------ | -------------------------------------------------- | --------------------------- | ----------------------- | --------- |
| 1 | 30.05. | Indianapolis 500                                   | Indianapolis Motor Speedway | Tommy Milton (Miller)   | Statistik |
| 2 | 02.07. | Großer Preis des ACF                               | Circuit de Tours            | Henry Segrave (Sunbeam) | Statistik |
| 3 | 09.09. | Großer Preis von Italien (Großer Preis von Europa) | Autodromo di Monza          | Carlo Salamano (Fiat)   | Statistik |

### Weitere Rennen
| Datum  | Rennen                        | Strecke                       | Sieger                        | Statistik |
| ------ | ----------------------------- | ----------------------------- | ----------------------------- | --------- |
| 15.04. | Targa Florio                  | Medio circuito delle Madonie  | Ugo Sivocci (Alfa Romeo)      | Statistik |
| 06.05. | Circuito di Cremona           | Cremona                       | Antonio Ascari (Alfa Romeo)   |           |
| 10.06. | Circuito stradale del Mugello | Circuito stradale del Mugello | Gastone Brilli-Peri (Steyr)   |           |
| 17.07. | Circuito del Savio            | Ravenna                       | Enzo Ferrari (Alfa Romeo)     |           |
| 28.07. | Gran Premio de San Sebastián  | Circuito Lasarte              | Albert Guyot (Rolland-Pilain) | Statistik |
| 26.08. | Coppa Montenero               | Circuito di Montenero         | Mario Razzauti (Ansaldo)      |           |
| 28.10. | Großer Preis von Spanien      | Autódromo de Sitges-Terramar  | Albert Divo (Sunbeam)         | Statistik |
| 25.11. | Circuito del Garda            | Salò                          | Guido Meregalli (Diatto)      |           |